# Cray Titan
La Cray Titan es una supercomputadora Cray XK7, creada por la firma Cray Inc. Es una actualización del Cray Jaguar, la anterior supercomputadora del Oak Ridge National Laboratory, para usar GPUs agregados a las CPUs. Titan fue anunciado en octubre de 2011 y se volvió operacional en octubre de 2012. Se espera que supere los 20 petaFLOPS, es decir veinte mil billones de FLOPS, con un pico teórico de 24,8 petaFLOPS. Sin embargo, la velocidad real alcanzada es de 17,59 petaFLOPS, lo que la convierte en la tercera supercomputadora más rápida del mundo.
Está equipada con CPUs AMD x86-64 Opteron 6274 de 16 núcleos y GPUs Nvidia Tesla K20. Hay 18 688 nodos, cada uno conteniendo un CPU de 16 núcleos con 32 GiB de RAM un GPU con 6 GiB de RAM. El total de núcleos de procesador es de 299 008 y el tamaño total de la memoria RAM es de más de 710 TiB, con 10 PB de almacenamiento (conformado por más de 10 000 discos rígidos de 1 TB y 7200 rpm) con una velocidad de transferencia de 240 GB/s. Próximamente se actualizará el almacenamiento entre 20 y 30 PB con una velocidad de transferencia de aproximadamente 1 TB/s.